# 西山登志雄
西山 登志雄（にしやま としお、1929年〈昭和4年〉8月3日 - 2006年〈平成18年〉10月9日）は、東武動物公園（埼玉県南埼玉郡宮代町）の初代園長、元名誉園長。「カバ園長」の愛称で親しまれた。

## 人物
東京都生まれ。終戦間もない1946年（昭和21年）、上野動物園に入園した。カバの飼育係として働き、カバの口を大きく開けさせる特技などで上野動物園の来場者（主に子供）から"カバのおじさん"と呼ばれた。また、昭和40年代に東京12チャンネルで放送された『動物の国』の三代目動物おじさんとしても知られる。飼育係は約20年務めた。週刊少年ジャンプに連載された漫画「ぼくの動物園日記」（作・飯森広一）や、フジテレビの単発スペシャルアニメ「カバ園長の動物園日記」のモデルにもなった。
1981年（昭和56年）、東武動物公園の初代園長に就任した。2000年（平成12年）に園長職を退き名誉園長に就任したが、2005年（平成17年）3月に体調不良を理由に名誉園長を退任した。以後自宅で療養が続いていた。
2006年10月9日、肺炎のため埼玉県春日部市の病院で死去した。77歳没。

## エピソード
- 夜のヒットスタジオなどの司会を務めた芳村真理とは、実家が隣同士で幼馴染だった。芳村の話によると、西山は幼いころから動物が好きだったという。
- 上野動物園に就職する前、友人に「50センチメートル位のネズミがいる」と聞かされ、半信半疑ながら捕獲してみたらヌートリアであった。これは毛皮を取るために南米から移入し、野生化したものだった。西山が捕獲したヌートリアは、日本に帰化が確認された最初の発見であり、西山の名前が発見者として記載されている書籍もある。
- 東武動物公園のふれあいコーナーは、西山の考案で開園時にふれあいのテーマのもとに設置されたもので、後にほかの動物園に影響を与えた。
- 妻とは見合いで結婚したが、結婚前に条件として西山は1つだけ出したという。それは動物が好きであるという事だった。妻は動物＝犬・猫という考えしかなかったため了解したが、新婚当初から自宅でバク・カンガルー・チンパンジー・ウサギなどの動物と一緒に住む羽目になり、妻はチンパンジーのおむつを交換したり、長男が誕生した時期にいた子犬には母犬の乳首の数の関係で吸えない子犬のために自分の母乳を与えたり、西山に協力をしていた。
- カバ園長の名で知られた西山だが、実はカバは見た目のイメージとは違い、神経質で気性が荒い動物であり、生前のテレビ出演等で西山がカバにタッチしたり、カバの歯などに引っかかった餌を取り除いたりなどをしている映像が残っているが、それはカバが西山の事を信頼していたため出来ることである。

## その他
- かつて「カバ園長」の似顔絵が入ったソフトドリンクが東武ストアなどで販売されていたことがあった[1]。
- 西山の没後、長崎バイオパーク職員（2017年現在副園長）の伊藤雅男が「（2代目）カバ園長」と称されている[2][3]。

## 著書
- 西山, 登志雄	動物交遊録		ホーチキ商事出版部	1973					https://ci.nii.ac.jp/ncid/BN13158105
- 西山, 登志雄	動物賛歌 : 動物と話ができる男の話		新日本出版社	1978			4406005226					https://ci.nii.ac.jp/ncid/BN02255799
- 西山, 登志雄	ぼくの動物園日記		草土文化	1981					https://ci.nii.ac.jp/ncid/BN09713916
- 西山, 登志雄	ボクの先生はカバだった		ポプラ社	1984	のびのび人生論	25	4591016609					https://ci.nii.ac.jp/ncid/BA3230290X
- 西山, 登志雄	カバはぼくのともだちだ : 動物を愛しつづけた人生		ポプラ社	2008	どうぶつ感動ものがたり	10	9784591101322					https://ci.nii.ac.jp/ncid/BA86912427

## 論文
- 国立情報学研究所収録論文 国立情報学研究所